# Messerschmitt M 19
Il Messerschmitt M 19, noto anche come BFW M 19 dalla sigla dell'azienda costruttrice, era un monomotore da turismo sportivo ad ala bassa sviluppato dall'azienda tedesca Bayerische Flugzeugwerke AG (BFW) nei tardi anni venti.
Progettato da Willy Messerschmitt venne appositamente concepito per partecipare al Sachsenflug 1927, competizione aeronautica che metteva in palio un montepremi pari a 60 000 RM per il costruttore risultato vincitore. Benché realizzato in due soli esemplari, grazie all'impostazione tecnica risultata vincente ed all'aerodinamica particolarmente pulita, l'M 19 diede origine ad una serie di biposto da turismo sportivo: il vittorioso M 23 seguito dall'M 27, dall'M 31 ed dall'M 35.

## Storia del progetto
Tra gli anni venti e gli anni trenta, la capacità e le intuizioni di aziende e progettisti ebbero la possibilità di essere testate grazie alla partecipazione alle manifestazioni aeronautiche, le quali assunsero negli anni una connotazione sempre più sportiva. In occasione dell'edizione del 1927 del Sachsenflug, il Deutsche Versuchsanstalt für Luftfahrt (DVL) emise una specifica per la valutazione di un velivolo ad ala bassa adatto a partecipare alla competizione. Per soddisfare la richiesta la BFW affidò a Willy Messerschmitt, che il quel periodo svolgeva il ruolo di capoprogettista dell'azienda, il compito di disegnare un nuovo modello, l' M 19. Rispettando le richieste del DVL, Messerschmitt sviluppò il suo primo progetto ad ala bassa attingendo però alla tecnologia sfruttata nel precedente biposto M 17 ad ala alta e riutilizzando con poche modifiche fusoliera ed impennaggio di quel modello.
Il primo esemplare, WerkNr.31 ed immatricolato D-1206, venne portato in volo per la prima volta nell'agosto 1927.